# سید معین الحسین
سید ماینول حسین (زاده ۵ مه ۱۹۵۲ – درگذشته ۱۰ نوامبر ۲۰۱۴) مهندس و معمار بنگلادشی بود. او پس از مرگ در سال 2022 جایزه روز استقلال را دریافت کرد.
حسین در ۱۰ نوامبر ۲۰۱۴ در انستیتوی ملی بیماری‌های قلبی عروقی در داکا در سن ۶۳ سالگی درگذشت. وی در یادمان شهدای روشنفکر میرپور به خاک سپرده شد.

## لیست ساختمان‌ها
- یادواره شهدای ملی (۱۳۵۷)
- موزه ملی بنگلادش (۱۹۸۲)
- مؤسسه تربیت معلم حرفه ای و مؤسسه آموزش حرفه ای (۱۹۷۷)
- ساختمان شورای وکلای بنگلادش (۱۹۷۸)
- ساختمان اداری منطقه پردازش صادرات چیتاگونگ (۱۹۸۰)
- تالار آکادمی شیلپاکالا
- شهر مدل اوتارا (پروژه مسکونی) (۱۹۸۵)

## جوایز و تقدیر
- اکوشی پاداک (۱۹۸۸)
- جایزه Sheltech (2007)
- جایزه روز استقلال (۲۰۲۲)